# Макарівка (Польща)
Макарівка (пол. Makarówka, Макарувка) — село в Польщі, у гміні Гушлев Лосицького повіту Мазовецького воєводства. Населення — 344 особи (2011).

## Історія
1701 року в селі зведено греко-католицьку церкву.
За даними етнографічної експедиції 1869—1870 років під керівництвом Павла Чубинського, населення села порівну становили українськомовні греко-католики та польськомовні римо-католики. 1872 року місцева греко-католицька парафія налічувала 500 вірян.
У міжвоєнні 1918—1939 роки польська влада в рамках великої акції руйнування українських храмів на Холмщині і Підляшші перетворила місцеву православну церкву на римо-католицький костел.
У 1975—1998 роках село належало до Білопідляського воєводства.

## Населення
Демографічна структура станом на 31 березня 2011 року:
|          | Загалом | Допрацездатний вік | Працездатний вік | Постпрацездатний вік |
| -------- | ------- | ------------------ | ---------------- | -------------------- |
| Чоловіки | 175     | 28                 | 114              | 33                   |
| Жінки    | 169     | 30                 | 89               | 50                   |
| Разом    | 344     | 58                 | 203              | 83                   |